# 更新世北美洲豹
更新世北美洲美洲豹（學名：Panthera onca augusta），又稱為奧古斯塔美洲豹，為已滅絕的美洲豹亞種，是北美洲的特有種，生存於1千8百萬年前至11,000年前的更新世。

## 化石分布位置
更新世北美洲美洲豹的化石發現於美國的華盛頓州亞當斯郡、田納西州芬特雷斯郡、田納西州富蘭克林郡、田納西州漢密爾頓郡、田納西州門羅郡與田納西州范布倫郡。